# Плисса (озеро, бассейн Голбицы)
Пли́сса (бел. Плі́са) — озеро на границе Глубокского и Поставского районов Витебской области Беларуси. Относится к бассейну реки Голбица. Тринадцатое по глубине озеро Беларуси и третье в Глубокском районе.

## География
Озеро Плисса располагается в 18 км к северо-западу от города Глубокое. Неподалёку от водоёма находятся деревни Луцк-Козловск, Луцк-Мосарский, Запасники, Щётки и более мелкие поселения. Высота водного зеркала над уровнем моря составляет 147,6 м.
Площадь поверхности водоёма составляет 1,1 км², длина — 1,41 км, наибольшая ширина — 1,16 км. Длина береговой линии — 4,22 км. Наибольшая глубина — 32,9 м, средняя — 9,3 м. Объём воды в озере — 10,22 млн м³. Площадь водосбора — 8,04 км².
Озеро Плисса — третье по глубине в Глубокском районе и тринадцатое во всей Беларуси.

## Морфология
Котловина эворзионного типа, округлой формы, слегка вытянутая с запада на восток. Склоны котловины преимущественно высотой от 1 до 5 м, пологие, суглинистые, завалуненные, покрытые кустарником. Юго-западные склоны отличаются крутизной и существенно большей высотой (до 12—13 м). Береговая линия образует два небольших залива на севере и юго-западе. Берега высотой преимущественно до 0,5 м (на юго-западе и северо-востоке — до 0,2 м), песчаные и песчано-гравийные, местами завалуненные, поросшие кустарником. Северо-западные берега абразийные. На севере, востоке и юго-западе местами присутствует пойма шириной до 15 м. К пойме подступают заболоченные луга, заросшие водно-болотной растительностью и местами кустарником.
Подводная часть котловины имеет воронкообразную форму. Пологая литораль шириной 40—60 м (на юге — не более 10—15 м, на севере — до 125—130 м) переходит в крутую сублитораль. Глубины до 2 м занимают 17 % площади озера, до 4 м — 31 %. Мелководье выстлано песком и гравием. Далее до глубины 7 м распространяются пески, до глубины 8—9 м — заиленные пески, ещё глубже — глинистый ил. Наибольшие глубины находятся в центральной части озера.

## Гидрология
Благодаря глубоководности водоёма и укрытости котловины от ветрового перемешивания водной толще свойственна температурная и кислородная стратификация. Тем не менее, озеро обладает развитым эпилимноном, который хорошо прогревается солнцем и насыщается кислородом до уровня 92—96 %. Температура воды у дна в летнее время составляет 7 °C, содержание кислорода — 32 %. Содержание углекислого газа и минеральных компонентов в воде невелико.
Минерализация воды достигает 210 мг/л, прозрачность — 2,8 м. Озеро мезотрофное с признаками олиготрофии. Вода Плиссы считается чистой.
Впадают четыре ручья. Расход воды в одном из них, приходящем с запада, достигает 1 л/с. Вытекает река Плисовка. Расход воды в истоке Плисовки составляет около 50 л/с. Однако озеро Плисса является слабопроточным, поскольку полный водообмен происходит за шесть лет.

## Флора и фауна
Озеро зарастает слабо. Полоса надводной растительности (тростник, камыш, ситняг) не превышает 5 м в ширину, местами прерываясь. Юго-западный залив зарастает существеннее, до глубины 1,5 м. Здесь же встречаются кубышка и телорез. По берегам произрастают ива, ольха, берёза, осина, черёмуха, рябина.
Фитопланктон и зоопланктон развиты слабо. Их биомасса составляет 1 г/м³ и 0,57 г/м³ соответственно. В фитопланктоне по биомассе преобладают пирофитовые водоросли, по видовому составу — зелёные и диатомовые (суммарно 34 вида). Зоопланктон представлет 30 видами, среди которых 14 относятся к ветвистоусым ракообразным. В составе зообентоса насчитывается 29 видов, среди которых преобладают малощетинковые черви и ракообразные; общая биомасса — 13,09 г/м².
В озере обитают щука, окунь, плотва, линь, уклейка, налим, лещ, густера. Ввиду бедности кормовой базы видовой состав и количество рыбы также не отличаются богатством.

## Озеро и человек
Водоём участвует в мелиорационных процессах, принимая сток излишних вод с прилегающих территорий. Вдоль берега организована естественная водоохранная полоса, обеспечивающая сохранение кормовой базы водоёма и места гнездования птиц.
На озере проводится промысловый лов рыбы и организовано платное любительское рыболовство. Водоём также используется как место отдыха.